# 近藤れおな
近藤 れおな（こんどう れおな、2000年8月2日 - ）は、日本のAV女優。

## 略歴・人物
東京都出身。趣味は海外旅行。
2019年7月に「立浪花恋（たつなみ かれん）」としてAVデビュー。所属事務所はDINO。
程なく所属事務所をティーパワーズに移し「近藤れおな」に改名した。

## 出演作品

### アダルトDVD
2019年
- 新人18才小動物みたいな現役女子大生 いっぱいクンニされたくてAVデビュー!!（7月1日、ムーディーズ）
- 天性のご奉仕体質 神クビレ騎乗位がエグ過ぎる 現役看護学生かれんチャン kawaii*デビュー（7月25日、kawaii*）※「かれん」名義
- 制服美少女と初めてのナマ中出し（7月25日、本中）
- 某有名お嬢様大学に通う現役女子大生かれんちゃん(19歳) 感じだすと唾液だらっだら 粘着ベロキスが止まらなかったのでAVデビューしてもらいました。 ナンパJAPAN EXPRESS Vol.114（7月25日、ナンパJAPAN）※「かれん」名義
- ヤリマン女子だらけのシェアハウスで男はボク1人! 都会のシェアハウスに引っ越してきたら周りは女性だらけで超ドキドキ!しかも、全員ヤリマン!もう期待しかない!!!そんなヤリマン女子に誘われて会って一日目で部屋に連れて行かれ脱がされたと思ったらそのままエッチされてしまった!期待を遥かに上回る展開に何も考えられない!しかし、それが他のヤリマン女子に見つかってしまい部屋に連れて行かれ別の女子ともエッチ!その姿をまた別のヤリマン女子に見つかってしまい…と数珠つなぎでエッチしまくり!エッチ→見つかる→エッチ→見つかる…のノンストップの強制絶倫リレーで一日目にして金玉すっからかん!（10月19日、Hunter）
- 街で見かけたどんないい女でもデリヘルとして呼べる未来のもしも電話 4（10月25日、BAZOOKA）
- リアル素人ガチナンパ! うぶな水着美女に生中出しぶっ放し伝説 inナイトプール（11月8日、赤面女子）
- 「やばい!妹に中出し!?」全く気にせず露わな姿で家中をウロつく妹のピッチピチなカラダを見ているとつい興奮してしまい… 3（12月6日、DOC）
- マジックミラー号 ミニスカートが似合う現役女子大生に「牛乳を口に含んだ状態で10分間くすぐりにガマンできたら100万円!」と声をかけ凄テクAV男優の妙技でHにいじくりたおしました!（12月12日、SODクリエイト）※「まい」名義
- お母さんが帰ってくるまでの1時間 「自宅にお邪魔していいですか?」 制服着たまま近所まで聞こえるジュボジュボフェラさせて、そのまま玄関で中出しする女子●生実家SEX（12月27日、赤面女子）

2020年
- 「マジ天使!?」 骨折してオナニーできない僕のチ●コは我慢の限界!それを見かねた美人ナースは使命感に駆られたのか優しく手を添えてくれ… 6（1月17日、DOC）
- そのプリンっと突き出したお尻にノックアウト!!超美尻いや神尻の義妹にバックで何度も中出ししちゃったボク!! 突然できた義妹は可愛くて超美尻!!しかも無防備だからパンチラ&胸チラしまくり!!当然ボクは勃起しまくり!!しかもわざとなのか偶然なのか超美尻をボクの目の前に突き出しているから我慢の限界!!!気がついた時には義妹のパンツを下ろし何度も何度も後ろから突き刺してしまっていました!!初めは嫌がっていた義妹だけど何度も中出ししていたら気持ちよくなったのか、自分から求めるほどの淫乱女子に大変身!!逆に何度も求められちゃいました!!（1月19日、Hunter）
- 日曜から中出し 人妻自宅中出し訪問 06（2月7日、プレステージ）
- 精子の味、匂い、温度全部大好き! 激ヤバふんわり系ザーメン中毒女子（2月13日、アポロ）
- 120%リアルガチ軟派伝説 vol.81 in 岐阜（2月21日、プレステージ）
- 妻の連れ子の美人姉妹と川の字で寝ることに、手を出してはいけないと分かっていながらも無防備な生乳に欲情してしまい…（3月6日、DOC）
- 街角シロウトナンパ! vol.80 女子大生をガチ口説き。 12（3月13日、プレステージ）
- ガチナンパ! 東海産直! ド素人さんクンニでマジイキ!チ○ポでガチイキ! 全員潮吹き失禁2020cc! 93イキ15射精!（3月15日、ナンパーズ）
- 挿れたい身体 〜敏感美少女とのエッチ〜（4月1日、S-Cute）
- さて、昨日遊んだ女の話をしようか。 \光に群がる訳あり放課後J●たち（4月25日、ホームルーム）

### VR
- 『お願い！声出さないからエッチして!』 幼馴染が密着ピストン連続耳元ささやきイキ!! ボクには幼、小、中、高、大学になった今でも仲良しの幼馴染がいます!その幼馴染はちょっと意地悪な所もありますが、すごく可愛くて優しくて面倒見が良い!しかもちょっとエッチだったりします!!現在2年付き合っている彼女は何を隠そうこの幼馴染の紹介なんです!!エッチの相性も良く彼女に対して何の不満もありません!!でも…まさかあんな事が…彼女と幼馴染とボクの3人でボクの部屋で飲む事に!実はボクの事が好きだった幼馴染はお酒を飲んだら、歯止めが効かなくなり彼女が酔いつぶれて寝てしまった途端、「私の方がずっと前から好きだったんだから…」と言って迫ってきた!!慌てて断ったのですが、嫉妬に狂った幼馴染は「大丈夫、絶対声出さないからエッチして」と言ってSEXを求めてきた!!今まで鬱積していた想いが解放された幼馴染は連続ピストン連続ささやきイキで何度も何度も爆イキ!!（8月7日、お夜食カンパニー）
- 【3Dハメ撮りVR】 円女交際! アプリで知り合った美少女J○を大人のテクと絶倫チ○ポで責めたてる!アエぎまくりイカせまくりの中出し性交（2020年2月28日、こあらVR）

### イメージDVD
- ギリグラ 極-kiwami-（2020年2月20日、BAGUS）※「仲谷れおな」名義